# Список медалістів зимових Олімпійських ігор 2018
Зимові Олімпійські ігри 2018 — двадцять треті зимові Олімпійські ігри, які відбувались з 9 по 25 лютого 2018 року у місті Пхьончхан (Південна Корея). У змаганнях взяли участь понад 2500 спортсменів з 92 країн, які розіграли 102 комплекти медалей у 15 дисциплінах 7 видів спорту.

## Біатлон
Чоловіки
| Дисципліна                    | Золото                                                                           | Срібло                                                                            | Бронза                                                                |
| Спринт, 10 км                 | Арнд Пайффер · Німеччина                                                         | Міхал Крчмарж · Чехія                                                             | Домінік Віндіш · Італія                                               |
| Гонка переслідування, 12,5 км | Мартен Фуркад · Франція                                                          | Себастьян Самуельссон · Швеція                                                    | Бенедикт Долль · Німеччина                                            |
| Індивідуальна гонка, 20 км    | Йоганнес Бо · Норвегія                                                           | Яков Фак · Словенія                                                               | Домінік Ландертінгер · Австрія                                        |
| Мас-старт, 15 км              | Мартен Фуркад · Франція                                                          | Зімон Шемпп · Німеччина                                                           | Еміль-Гегле Свендсен · Норвегія                                       |
| Естафета, 4×7,5 км            | Швеція · Пеппе Фемлінг · Єспер Нелін · Себастьян Самуельссон · Фредрик Ліндстрем | Норвегія · Ларс-Гельге Біркеланн · Тар'єй Бо · Йоганнес Бо · Еміль Гегле Свендсен | Німеччина · Ерік Лессер · Бенедикт Долль · Арнд Пайффер · Зімон Шемпп |

Жінки
| Дисципліна                  | Золото                                                                         | Срібло                                                               | Бронза                                                                  |
| Спринт, 7,5 км              | Лаура Дальмаєр · Німеччина                                                     | Марте Ольсбу · Норвегія                                              | Вероніка Віткова · Чехія                                                |
| Гонка переслідування, 10 км | Лаура Дальмаєр · Німеччина                                                     | Анастасія Кузьміна · Словаччина                                      | Анаїс Бескон · Франція                                                  |
| Індивідуальна гонка, 15 км  | Ганна Еберг · Швеція                                                           | Анастасія Кузьміна · Словаччина                                      | Лаура Дальмаєр · Німеччина                                              |
| Мас-старт, 12,5 км          | Анастасія Кузьміна · Словаччина                                                | Дарія Домрачева · Білорусь                                           | Тіріль Екгофф · Норвегія                                                |
| Естафета, 4 × 6 км          | Білорусь · Надія Скардіно · Ірина Кривко · Дінара Алімбекова · Дарія Домрачева | Швеція · Лінн Перссон · Мона Брорссон · Анна Магнуссон · Ганна Еберг | Франція · Анаїс Шевальє · Марі Дорен-Абер · Жустін Бреза · Анаїс Бескон |

Змішана естафета
| Дисципліна                       | Золото                                                                 | Срібло                                                                      | Бронза                                                                |
| Змішана естафета, 2×6 + 2×7,5 км | Франція · Марі Дорен-Абер · Анаїс Бескон · Сімон Детьє · Мартен Фуркад | Норвегія · Марте Олсбю · Тіріль Екгофф · Йоганнес Бо · Еміль-Гегле Свендсен | Італія · Ліза Віттоцці · Доротея Вірер · Лукас Гофер · Домінік Віндіш |

## Бобслей
Чоловіки
| Дисципліна | Золото                                                                                 | Срібло | Бронза                                  |
| Двійки     | Канада · Джастін Кріппс · Алекс Копач · Німеччина · Франческо Фрідріх · Торстен Маргіс | — | Латвія · Оскар Мелбардіс · Яніс Стренга |
| Четвірки   | Німеччина · Франческо Фрідріх · Канді Бауер · Мартін Гроткопп · Торстен Маргіс         | Південна Корея · Он Юн Чжон · Со Ен У · Чон Джон Лін · Кім Дон Хьон · Німеччина · Ніко Вальтер · Кевін Куске · Александер Редігер · Ерік Франке | —                                       |

Жінки
| Дисципліна | Золото                                   | Срібло                          | Бронза                                  |
| Двійки     | Німеччина · Маріяма Яманка · Ліза Буквіц | США · Елана Меєрс · Лорен Гіббс | Канада · Кейлі Гамфріс · Філісія Джордж |

## Гірськолижний спорт
Чоловіки
| Дисципліна         | Золото                          | Срібло                          | Бронза                       |
| Швидкісний спуск   | Аксель Лунд Свіндаль · Норвегія | К'єтіль Янсруд · Норвегія       | Беат Фойц · Швейцарія        |
| Комбінація         | Марсель Гіршер · Австрія        | Алексі Пентюро · Франція        | Віктор Мюффа-Жанде · Франція |
| Супергігант        | Маттіас Маєр · Австрія          | Беат Фойц · Швейцарія           | К'єтіль Янсруд · Норвегія    |
| Гігантський слалом | Марсель Гіршер · Австрія        | Генрік Крістофферсен · Норвегія | Алексі Пентюро · Франція     |
| Слалом             | Андре Мюрер · Швеція            | Рамон Ценгойзерн · Швейцарія    | Міхаель Матт · Австрія       |

Жінки
| Дисципліна         | Золото                    | Срібло                         | Бронза                        |
| Швидкісний спуск   | Софія Годжа · Італія      | Рагнгільд Мовінкель · Норвегія | Ліндсі Вонн · США             |
| Комбінація         | Мішель Гізін · Швейцарія  | Мікейла Шиффрін · США          | Венді Гольденер · Швейцарія   |
| Супергігант        | Естер Ледецька · Чехія    | Анна Файт · Австрія            | Тіна Вайратер · Ліхтенштейн   |
| Гігантський слалом | Мікейла Шиффрін · США     | Рагнгільд Мовінкель · Норвегія | Федеріка Бріньоне · Італія    |
| Слалом             | Фріда Гансдоттер · Швеція | Венді Гольденер · Швейцарія    | Катаріна Галльгубер · Австрія |

Командні змагання
| Дисципліна      | Золото                                                                                     | Срібло | Бронза |
| Змішані команди | Швейцарія · Деніз Фаєрабенд · Рамон Ценгойзерн · Венді Гольденер · Даніель Юль · Лука Ерні | Австрія · Катаріна Лінсбергер · Міхаель Матт · Катаріна Галльгубер · Марко Шварц · Штефані Бруннер · Мануель Феллер | Норвегія · Себастьян Фосс-Солевог · Ніна Гавер-Лесет · Крістін Люсдаль · Лейф Крістіан Нествольд-Гауген · Йонатан Нордботтен · Марен Скельд |

## Керлінг
| Дисципліна   | Золото                                                                                     | Срібло                                                                                  | Бронза                                                                                   |
| Чоловіки     | США · Джон Шустер · Тайлер Джордж · Метт Гемілтон · Джон Лендстейнер · Джо Поло            | Швеція · Ніклас Едін · Оскар Ерікссон · Расмус Врано · Крістоффер Сундгрен · Генрік Лек | Швейцарія · Бенуа Шварц · Клаудіо Петц · Петер де Круз · Валентин Таннер · Домінік Меркі |
| Жінки        | Швеція · Анна Гассельборг · Сара Макманус · Агнес Кнохенгауер · Софія Мабергс · Єнні Волін | Південна Корея · Кім Ин Джун · Кім Гьон Е · Кім Сон Йон · Кім Йон Мі · Кім Чхо Хі       | Японія · Сацукі Фудзісава · Тінамі Йосіда · Юмі Судзукі · Юріка Йосіда · Марі Мотохасі   |
| Змішані пари | Канада · Кейтлін Лоуз · Джон Морріс                                                        | Швейцарія · Женні Перре · Мартін Ріос                                                   | Норвегія · Крістін Моен Скаслієн · Магнус Недреготтен                                    |

## Ковзанярський спорт
Чоловіки
| Дисципліна     | Золото                                                                             | Срібло                                                  | Бронза                                                              |
| 500 метрів     | Говар Лорентсен · Норвегія                                                         | Чха Мін Гю · Південна Корея                             | Гао Тін'юй · Китай                                                  |
| 1000 м         | К'єлд Нойс · Нідерланди                                                            | Говар Лорентсен · Норвегія                              | Кім Тхе Юн · Південна Корея                                         |
| 1500 метрів    | К'єлд Нойс · Нідерланди                                                            | Патрік Руст · Нідерланди                                | Кім Мін Сок · Південна Корея                                        |
| 5000 метрів    | Свен Крамер · Нідерланди                                                           | Тед-Ян Блумен · Канада                                  | Сверре Лунде Педерсен · Норвегія                                    |
| 10000 метрів   | Тед-Ян Блумен · Канада                                                             | Йорріт Бергсма · Нідерланди                             | Нікола Тумолеро · Італія                                            |
| Мас-старт      | Лі Син Хун · Південна Корея                                                        | Барт Свінгс · Бельгія                                   | Кун Вервей · Нідерланди                                             |
| Командна гонка | Норвегія · Сімен Нільсен · Сверре Лунде Педерсен · Говард Бокко · Сіндре Генріксен | Південна Корея · Лі Син Хун · Чон Дже Вон · Кім Мін Сок | Нідерланди · Кун Вервей · Свен Крамер · Ян Блокгюйсен · Патрік Руст |

Жінки
| Дисципліна     | Золото                                                       | Срібло                                                                       | Бронза                                                                 |
| 500 метрів     | Нао Кодайра · Японія                                         | Лі Сан Хва · Південна Корея                                                  | Кароліна Ербанова · Чехія                                              |
| 1000 м         | Йорін тер Морс · Нідерланди                                  | Нао Кодайра · Японія                                                         | Міхо Такагі · Японія                                                   |
| 1500 метрів    | Ірен Вюст · Нідерланди                                       | Міхо Такагі · Японія                                                         | Марріт Ленстра · Нідерланди                                            |
| 3000 метрів    | Карлейн Ахтеректе · Нідерланди                               | Ірен Вюст · Нідерланди                                                       | Антоінетте де Йонг · Нідерланди                                        |
| 5000 метрів    | Есме Віссер · Нідерланди                                     | Мартіна Саблікова · Чехія                                                    | Наталія Вороніна · Спортсмени-олімпійці з Росії                        |
| Мас-старт      | Нана Такагі · Японія                                         | Кім Бо Рим · Південна Корея                                                  | Ірене Схаутен · Нідерланди                                             |
| Командна гонка | Японія · Міхо Такагі · Аяно Сато · Нана Такагі · Аяка Кікуті | Нідерланди · Марріт Ленстра · Ірен Вюст · Антуанетте де Йонг · Лотте ван Бек | США · Гезер Бергсма · Бріттані Боу · Мія Манганелло · Карлейн Схаутенс |

## Лижне двоборство
| Дисципліна                         | Золото                                                                      | Срібло                                                                 | Бронза                                                                       |
| Нормальний трамплін/10км           | Ерік Френцель · Німеччина                                                   | Акіто Ватабе · Японія                                                  | Лукас Клапфер · Австрія                                                      |
| Великий трамплін/10км              | Йоганнес Рідцек · Німеччина                                                 | Фабіан Рісле · Німеччина                                               | Ерік Френцель · Німеччина                                                    |
| Естафета — великий трамплін/4×5 км | Німеччина · Вінценц Гайгер · Фабіан Рісле · Ерік Френцель · Йоганнес Рідзек | Норвегія · Ян Шмід · Еспен Андерсен · Ярл Магнус Ріїбер · Юрген Гробак | Австрія · Вільгельм Деніфль · Лукас Клапфер · Бернгард Грубер · Маріо Зайдль |

## Лижні перегони
Чоловіки
| Дисципліна                        | Золото                                                                                          | Срібло                                                                                                 | Бронза                                                                      |
| 15 км — вільний стиль             | Даріо Колонья · Швейцарія                                                                       | Сімен Гегстад Крюгер · Норвегія                                                                        | Денис Спіцов · Спортсмени-олімпійці з Росії                                 |
| 30 км скіатлон                    | Сімен Гегстад Крюгер · Норвегія                                                                 | Мартін Йонсруд Сунбю · Норвегія                                                                        | Ганс Крістер Голунн · Норвегія                                              |
| 50 км мас-старт — класичний стиль | Ійво Нісканен · Фінляндія                                                                       | Олександр Большунов · Спортсмени-олімпійці з Росії                                                     | Андрій Ларьков · Спортсмени-олімпійці з Росії                               |
| 4×10 км естафета                  | Норвегія · Дідрік Тенсет · Мартін Йонсруд Сунбю · Сімен Гегстад Крюгер · Йоганнес Гесфлот Клебо | Спортсмени-олімпійці з Росії · Андрій Ларьков · Олександр Большунов · Олексій Червоткін · Денис Спіцов | Франція · Жан-Марк Гаяр · Моріс Маніфіка · Клеман Парісс · Адріан Бакшайдер |
| Спринт — класичний стиль          | Йоганнес Гесфлот Клебо · Норвегія                                                               | Федеріко Пеллегріно · Італія                                                                           | Олександр Большунов · Спортсмени-олімпійці з Росії                          |
| Командний спринт — вільний стиль  | Норвегія · Мартін Йонсруд Сунбю · Йоганнес Гесфлот Клебо                                        | Спортсмени-олімпійці з Росії · Денис Спіцов · Олександр Большунов                                      | Франція · Моріс Маніфіка · Рішар Жув                                        |

Жінки
| Дисципліна                        | Золото                                                                      | Срібло                                                               | Бронза                                                                                                  |
| 10 км — вільний стиль             | Рагніль Хага · Норвегія                                                     | Шарлотта Калла · Швеція                                              | Маріт Бйорген · Норвегія · Кріста Пярмякоскі · Фінляндія                                                |
| 15 км скіатлон                    | Шарлотта Калла · Швеція                                                     | Маріт Бйорген · Норвегія                                             | Кріста Пярмякоскі · Фінляндія                                                                           |
| 30 км мас-старт — класичний стиль | Маріт Бйорген (NOR)                                                         | Кріста Пярмякоскі (FIN)                                              | Стіна Нільссон (SWE)                                                                                    |
| 4×5 км естафета                   | Норвегія · Інгвільд Естберг · Астрід Якобсен · Рагніль Хага · Маріт Бйорген | Швеція · Анна Хог · Шарлотта Калла · Ебба Андерссон · Стіна Нільссон | Спортсмени-олімпійці з Росії · Наталія Непряєва · Юлія Бєлорукова · Анастасія Сєдова · Ганна Нечаєвська |
| Спринт — класичний стиль          | Стіна Нільссон · Швеція                                                     | Майкен Касперсен Фалла · Норвегія                                    | Юлія Бєлорукова · Спортсмени-олімпійці з Росії                                                          |
| Командний спринт — вільний стиль  | США · Кіккан Рендолл · Джессіка Діггінс                                     | Швеція · Шарлотта Калла · Стіна Нільссон                             | Норвегія · Маріт Бйорген · Майкен Касперсен Фалла                                                       |

## Санний спорт
| Дисципліна         | Золото                                                                           | Срібло                                                           | Бронза                                                               |
| Чоловіки (одинаки) | Давид Гляйршер · Австрія                                                         | Крістофер Маздзер · США                                          | Йоганнес Людвіг · Німеччина                                          |
| Чоловіки (двійки)  | Німеччина · Тобіас Вендль · Тобіас Арльт                                         | Австрія · Петер Пенц · Георг Фішлер                              | Німеччина · Тоні Еггерт · Саша Бенеккен                              |
| Жінки              | Наталі Гайзенбергер · Німеччина                                                  | Даяна Айтбергер · Німеччина                                      | Алекс Гоф · Канада                                                   |
| Естафета           | Німеччина · Наталі Гайзенбергер · Йоганнес Людвіг · Тобіас Вендль / Тобіас Арльт | Канада · Алекс Гоф · Самуель Едні · Трістан Вокер / Джастін Сніт | Австрія · Маделайн Егле · Давид Гляйршер · Петер Пенц / Георг Фішлер |

## Скелетон
| Дисципліна | Золото                         | Срібло                                         | Бронза                            |
| Чоловіки   | Юн Сун Бін · Південна Корея    | Микита Трегубов · Спортсмени-олімпійці з Росії | Домінік Парсонс · Велика Британія |
| Жінки      | Ліззі Ярнолд · Велика Британія | Жаклін Леллінг · Німеччина                     | Лора Діз · Велика Британія        |

## Сноуборд
Чоловіки
| Дисципліна                     | Золото                      | Срібло                     | Бронза                         |
| Слоупстайл                     | Редмонд Джерард · США       | Максанс Парро · Канада     | Марк Макморріс · Канада        |
| Хафпайп                        | Шон Вайт · США              | Аюму Хірано · Японія       | Скотті Джеймс · Австралія      |
| Сноубордкрос                   | П'єр Волтьє · Франція       | Джаррід Г'юз · Австралія   | Рехіно Ернандес · Іспанія      |
| Паралельний гігантський слалом | Невін Галмаріні · Швейцарія | Лі Сан Хо · Південна Корея | Жан Кошир · Словенія           |
| Біг-ейр                        | Себастьян Тутан · Канада    | Кайл Мек · США             | Біллі Морган · Велика Британія |

Жінки
| Дисципліна                     | Золото                 | Срібло                     | Бронза                               |
| Слоупстайл                     | Джеймі Андерсон · США  | Лорі Блуен · Канада        | Енні Рукаярві · Фінляндія            |
| Хафпайп                        | Хлоя Кім · США         | Лю Цзяюй · Китай           | Аріель Голд · США                    |
| сноубордкрос                   | Мікела Мойолі · Італія | Жулія Перейра · Франція    | Ева Самкова · Чехія                  |
| Паралельний гігантський слалом | Естер Ледецька · Чехія | Селіна Йорг · Німеччина    | Рамона Гофмайстер · Німеччина        |
| Біг-ейр                        | Анна Гассер · Австрія  | Джеймі Луїз Андерсон · США | Зої Садовскі-Сіннотт · Нова Зеландія |

## Стрибки з трампліна
Чоловіки
| Дисципліна              | Золото                                                                                     | Срібло                                                                     | Бронза                                                           |
| Трамплін К-98           | Андреас Веллінгер · Німеччина                                                              | Йоганн Андре Форфанг · Норвегія                                            | Роберт Юганссон · Норвегія                                       |
| Трамплін К-125          | Каміль Стох · Польща                                                                       | Андреас Веллінгер · Німеччина                                              | Роберт Юганссон · Норвегія                                       |
| Трамплін К-125, команди | Норвегія · Даніель-Андре Танде · Андреас Стьєрнен · Йоганн Андре Форфанг · Роберт Юганссон | Німеччина · Карл Гайгер · Штефан Лайє · Ріхард Фрайтаг · Андреас Веллінгер | Польща · Мацей Кот · Стефан Гуля · Давид Кубацький · Каміль Стох |

Жінки
| Дисципліна    | Золото                  | Срібло                        | Бронза                 |
| Трамплін К-98 | Марен Лундбю · Норвегія | Катаріна Альтгаус · Німеччина | Сара Таканасі · Японія |

## Фігурне катання
| Дисципліна                 | Золото | Срібло | Бронза |
| Чоловічі одиночні змагання | Юдзуру Ханю · Японія                                                                                              | Сьома Уно · Японія | Хав'єр Фернандес · Іспанія                                                                                                  |
| Жіночі одиночні змагання   | Аліна Загітова · Спортсмени-олімпійці з Росії                                                                     | Євгенія Медведєва · Спортсмени-олімпійці з Росії | Кейтлін Осмонд · Канада |
| Парні змагання             | Німеччина · Олена Савченко · Бруно Массо                                                                          | Китай · Суй Веньцзін · Хань Цун | Канада · Меган Дюамель · Ерік Редфорд                                                                                       |
| Танці на льоду             | Канада · Тесса Верчу · Скотт Моїр                                                                                 | Франція · Габріелла Пападакіс · Гійом Сізерон | США · Майя Шибутані · Алекс Шибутані                                                                                        |
| Командні змагання          | Канада · Патрік Чен · Кейтлін Осмонд · Габріель Дейлман · Меган Дюамель · Ерік Редфорд · Тесса Верчу · Скотт Моїр | Спортсмени-олімпійці з Росії · Михайло Коляда · Євгенія Медведєва · Аліна Загітова · Євгенія Тарасова · Володимир Морозов · Наталія Забіяко · Олександр Енберт · Катерина Боброва · Дмитро Соловйов | США · Нетан Чен · Адам Ріппон · Бреді Теннелл · Мірай Нагасу · Алекса Шимека · Кріс Кнірім · Майя Шибутані · Алекс Шибутані |

## Фристайл
Чоловіки
| Дисципліна | Золото                        | Срібло                       | Бронза                                       |
| Могул      | Мікаель Кінгсбері · Канада    | Метт Грем · Австралія        | Даїті Хара · Японія                          |
| Акробатика | Олександр Абраменко · Україна | Цзя Цзун'ян · Китай          | Ілля Буров · Росія                           |
| Скікрос    | Брейді Леман · Канада         | Марк Бішофбергер · Швейцарія | Сергій Ридзик · Спортсмени-олімпійці з Росії |
| Слоупстайл | Ейстейн Бротен · Норвегія     | Нік Геппер · США             | Алекс Больє-Маршан · Канада                  |
| Хафпайп    | Девід Вайс · США              | Алекс Феррейра · США         | Ніко Портеус · Нова Зеландія                 |

Жінки
| Дисципліна | Золото                    | Срібло                        | Бронза                          |
| Могул      | Перрін Лаффон · Франція   | Жустін Дюфур-Лапуант · Канада | Юлія Галишева · Казахстан       |
| Акробатика | Ганна Гуськова · Білорусь | Чжан Сінь · Китай             | Кун Фанью · Китай               |
| Скі-крос   | Келсі Серва · Канада      | Бріттані Фелан · Канада       | Фанні Сміт · Швейцарія          |
| Слоупстайл | Сара Геффлін · Швейцарія  | Матільд Гремо · Швейцарія     | Ізабель Аткін · Велика Британія |
| Хафпайп    | Кессі Шарп · Канада       | Марі Мартіно · Франція        | Бріта Сігурні · США             |

## Хокей
| Дисципліна | Золото | Срібло | Бронза |
| Чоловіки   | Спортсмени-олімпійці з Росії Сергій Андронов · Олександр Барабанов · В'ячеслав Войнов · Владислав Гавриков · Михайло Григоренко · Микита Гусєв · Павло Дацюк · Артем Зуб · Андрій Зубарєв · Ілля Каблуков · Сергій Калінін · Кирило Капризов · Богдан Киселевич · Ілля Ковальчук · Василь Кошечкін · Олексій Марченко · Сергій Мозякін · Микита Нестеров · Микола Прохоркін · Ілля Сорокін · Іван Телегін · Дінар Хафізуллін · Ігор Шестьоркін · Вадим Шипачов · Сергій Широков | Німеччина Конрад Абельтсхаузер · Марцель Небельс · Денні аус ден Біркен · Давид Вольф · Франк Гердлер · Філіп Гогулла · Марцель Гоч · Леон Драйзайтль · Денніс Зайденберг · Яннік Зайденберг · Домінік Кахун · Маркус Кінк · Франк Мауер · Брукс Мацек · Моріц Мюллер · Тімо Пільмаєр · Маттіас Плахта · Патрік Раймер · Тобіас Рідер · Деніс Ройль · Герріт Фаузер · Патрік Гагер · Фредерік Тіффельс · Фелікс Шюц · Язін Еліц · Крістіан Ергофф | Канада Карл Столлері · Кріс Лі · Чарльз Геновей · Жільбер Брюлє · Войтек Вольскі · Дерек Рой · Кріс Келлі · Роб Клінкгаммер · Брендон Козун · Квінтон Гауден · Рене Бурк · Марк-Андре Граньяні · Ендрю Еббетт · Мейсон Реймонд · Ерік О'Делл · Стефан Елліот · Коді Голубеф · Бен Скрівенс · Кевін Пулен · Джастін Пітерс · Мет Робінсон · Максим Лап'єр · Максим Норо · Лінден Вей · Крістіан Томас |
| Жінки      | США Лі Стеклін · Кейла Барнс · Меган Келлер · Калі Фленаган · Монік Ламуре-Морандо · Емелі Пфальцер · Меган Дагган · Гейлі Скаруп · Келлі Паннек · Браяном Декер · Джослін Ламуре-Девідсон · Жізель Марвін · Ганна Брандт · Гіларі Найт · Кейсі Белламі · Сідні Морен · Дені Кеміранесі · Кендалл Койн · Аманда Кессель · Ніколь Генслі · Алекс Рігсбі · Медді Руні · Аманда Пелка                                                                                              | Канада Шеннон Сабадош · Меган Агоста · Жоселін Ларок · Бриджетт Лакетт · Лоріан Ружо · Ребекка Джонстон · Лора Стейсі · Лаура Фортіно · Дженніфер Вейкфілд · Джилліан Солньєр · Меган Міккелсон · Ріната Фест · Мелоді Дауст · Бейлі Брам · Бріанн Дженнер · Сара Нерс · Гейлі Ірвін · Наталі Спунер · Емілі Кларк · Марі-Філіп Пулен · Женев'єв Лакасс · Анн-Рене Деб'єн · Блейр Тернбулл                                                        | Фінляндія Санні Хакала · Єнні Гійрікоскі · Венла Гові · Міра Ялосуо · Мішель Карвін · Роса Ліндстедт · Петра Ніємінен · Танья Нісканен · Емма Нуутінен · Іса Рахунен · Меєрі Ряйсянен · Анніна Раяхухта · Ноора Рятю · Сайлен Саарі · Сара Сяккінен · Ронья Саволайнен · Евелійна Суонпяа · Сусанна Тапані · Ноора Тулус · Міннамарі Туомінен · Рійкка Вяліля · Лінда Вялімякі · Елла Війтасуо       |

## Шорт-трек
Чоловіки
| Дисципліна  | Золото                                                              | Срібло                                                                    | Бронза                                                              |
| 500 метрів  | У Дацзінь · Китай                                                   | Хван Де Хон · Південна Корея                                              | Лім Хе Джун · Південна Корея                                        |
| 1000 м      | Самюель Жирар · Канада                                              | Джон-Генрі Крюгер · США                                                   | Со І Ра · Південна Корея                                            |
| 1500 метрів | Лім Хе Джун · Південна Корея                                        | Шинкі Кнегт · Нідерланди                                                  | Семен Єлістратов · Спортсмени-олімпійці з Росії                     |
| Естафета    | Угорщина · Шаоан Лю · Шандор Шаолінь Лю · Віктор Кнох · Чаба Бур'ян | Китай · У Дацзінь · Хань Тяньюй · Сюй Хунчжи · Чень Децюань · Жень Цзивей | Канада · Самюель Жирар · Шарль Амлен · Шарль Курнуає · Паскаль Діон |

Жінки
| Дисципліна  | Золото                                                                          | Срібло                                                                         | Бронза                                                                             |
| 500 метрів  | Аріанна Фонтана · Італія                                                        | Яра ван Керкгоф · Нідерланди                                                   | Кім Бутен · Канада                                                                 |
| 1000 м      | Сюзанне Схюлтінг · Нідерланди                                                   | Кім Бутен · Канада                                                             | Аріанна Фонтана · Італія                                                           |
| 1500 метрів | Чхве Мін Джон · Південна Корея                                                  | Лі Цзіньюй · Китай                                                             | Кім Бутен · Канада                                                                 |
| Естафета    | Південна Корея · Шим Сук Хі · Чхве Мін Джон · Кім Є Джін · Кім А Ран · Лі Ю Бін | Італія · Аріанна Фонтана · Лучія Перетті · Чечилія Маффеї · Мартіна Вальчепіна | Нідерланди · Сюзанне Схюлтінг · Йорін тер Морс · Яра ван Керкгоф · Лара ван Рейвен |